# Süßhölzer
Süßhölzer (Glycyrrhiza) ist die einzige Pflanzengattung der Subtribus Glycyrrhizinae in der Unterfamilie der Schmetterlingsblütler (Faboideae) innerhalb der Familie der Hülsenfrüchtler (Fabaceae). Die 20 bis 30 Arten sind hauptsächlich in Eurasien verbreitet, beispielsweise im Mittelmeerraum, wenige Arten kommen in Australien und in der Neuen Welt vor.

## Beschreibung

### Vegetative Merkmale
Süßholz-Arten sind ausdauernde krautige Pflanzen oder Halbsträucher. Rhizome und Wurzeln sind gut entwickelt.
Die Laubblätter sind wechselständig angeordnet. Die unpaarig gefiederten Blattspreiten besitzen drei bis fünfzehn Fiederblättchen. Die Nebenblätter sind winzig.

### Generative Merkmale
In seitenständigen, ährigen oder traubigen Blütenständen stehen kleine Tragblätter und kleine Blüten zusammen.
Die zwittrigen Blüten sind zygomorph und fünfzählig mit doppelter Blütenhülle. Die fünf Kelchblätter sind glockenförmig verwachsen. Von den Kelchlappen besitzt der untere zwei kurze Kelchzähne und der obere drei lange Kelchzähne. Die fünf Kronblätter sind meist gelb oder blau. Die Blütenkronen besitzen die Form von Schmetterlingsblüten. Die Flügel sind kürzer als das Schiffchen.
Die Hülsenfrüchte enthalten ein bis einige Samen.

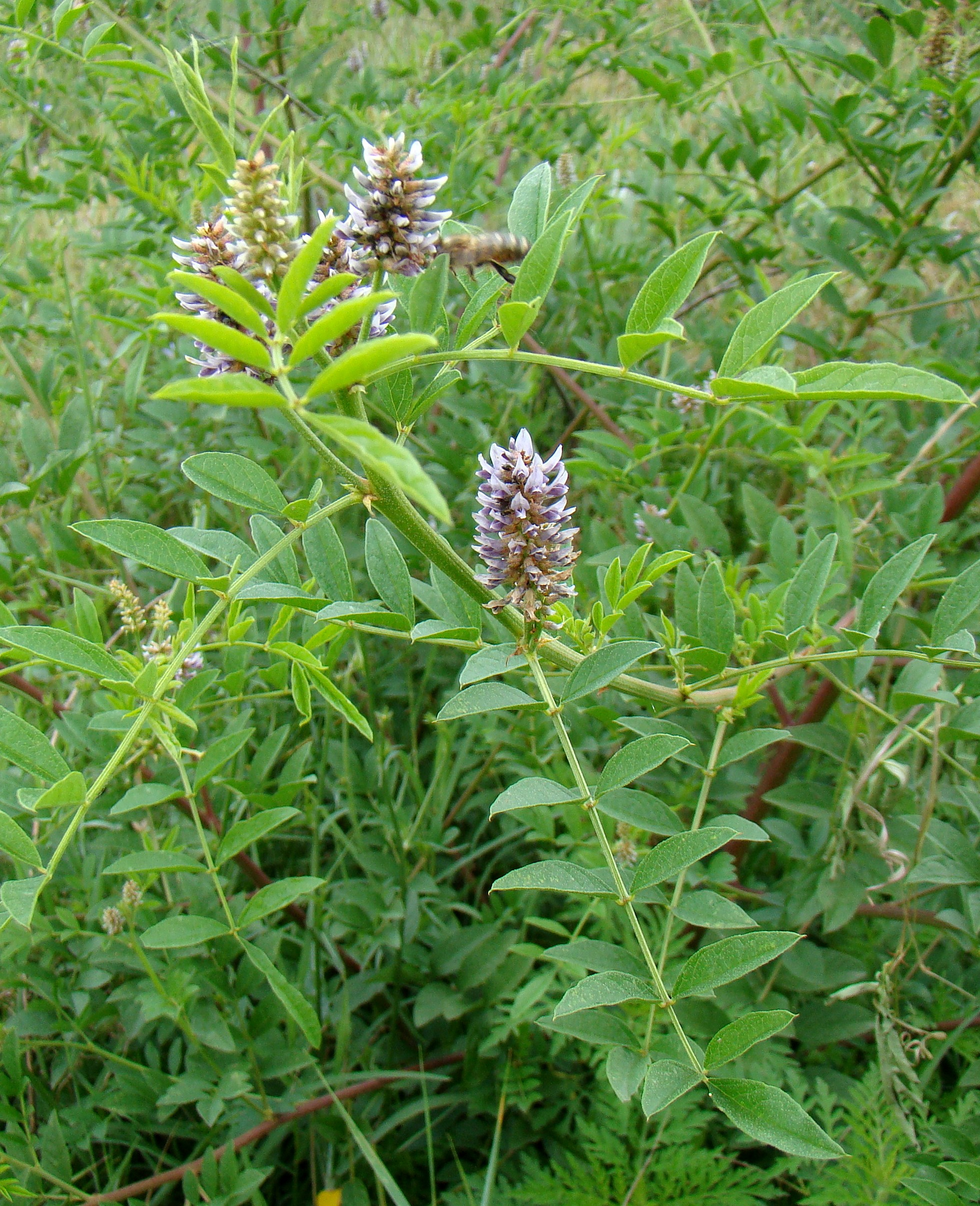
Russisches Süßholz (Glycyrrhiza echinata)

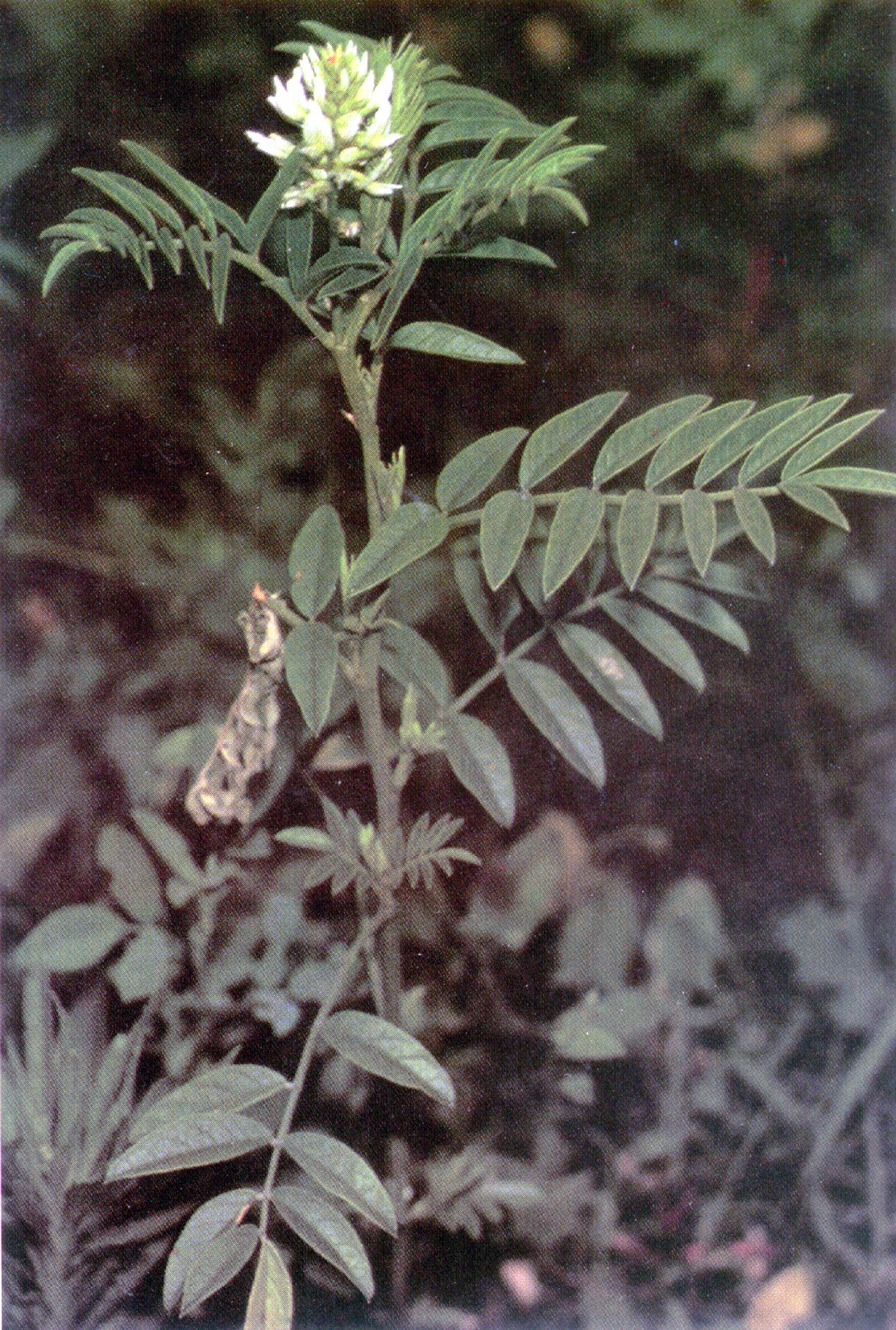
Glycyrrhiza lepidota

## Systematik und Verbreitung
Die Gattung Glycyrrhiza wurde 1753 durch Carl von Linné in Species Plantarum, Tomus II, S. 741 aufgestellt. Als Lectotypus-Art wurde 1913 Glycyrrhiza echinata L. durch Nathaniel Lord Britton und Addison Brown in Illustrated flora of the northern states and Canada 2. Auflage, 2, S. 391 festgelegt. Ein Synonym für Glycyrrhiza L. ist Liquiritia Medik.
Die etwa 20 sind hauptsächlich in Eurasien verbreitet, beispielsweise im Mittelmeerraum, wenige Arten kommen in Australien und in der Neuen Welt vor. In China gibt es etwa acht Arten, zwei davon kommen nur dort vor.
Es gibt 20 bis 30 Glycyrrhiza-Arten:
- Glycyrrhiza acanthocarpa (Lindl.) J.M.Black: Sie kommt im östlichen und südlichen Australien vor.[5]
- Glycyrrhiza aspera Pall. (Syn.: Glycyrrhiza asperrima L. f., Glycyrrhiza hispida Pall., Glycyrrhiza iconica Hub.-Mor., Glycyrrhiza laxiflora X.Y.Li & D.C.Feng, Glycyrrhiza laxissima Vassilcz., Glycyrrhiza macrophylla X.Y.Li, Glycyrrhiza nutantiflora X.Y.Li, Glycyrrhiza prostrata X.Y.Li & D.C.Feng, Glycyrrhiza purpureiflora X.Y.Li):[5] Sie ist in Russland, Afghanistan, Kasachstan, Kirgisistan, Tadschikistan, Turkmenistan, Usbekistan, in der Mongolei, in der Inneren Mongolei und in den chinesischen Provinzen Gansu, Qinghai, Shaanxi sowie Xinjiang verbreitet.[1]
- Glycyrrhiza astragalina Hook. & Arn.: Sie kommt von Chile bis Argentinien vor.[5]
- Glycyrrhiza bucharica Regel: Sie kommt vom nordöstlichen  Sie kommt bis Tadschikistan vor.[5]
- Russisches Süßholz (Glycyrrhiza echinata L.): Sie kommt von Ungarn bis zum östlichen Mittelmeerraum vor.[5]
- Glycyrrhiza eglandulosa X.Y.Li:[5] Sie gedeiht in Höhenlagen von 300 bis 2000 Metern nur in Xinjiang.[1]
- Glycyrrhiza foetida Desf.: Sie kommt in Nordafrika in Marokko, Algerien sowie Tunesien und im südlichen Spanien vor.[5]
- Glycyrrhiza foetidissima Tausch: Sie kommt von der Ukraine bis zum Iran vor.[5]
- Echtes Süßholz (Glycyrrhiza glabra L.):[2][1] Bei einigen Autoren gibt es zwei Varietäten:
  - Glycyrrhiza glabra L. var. glabra
  - Glycyrrhiza glabra var. glandulifera (Waldst. & Kit.) Regel & Herder (Syn.: Glycyrrhiza glandulifera Waldst. & Kit.)
- Glycyrrhiza gontscharovii Maslenn.
- Glycyrrhiza iconica Hub.-Mor. (Syn.: Glycyrrhiza aspera subsp. iconica (Hub.-Mor.) Ponert)[5]
- Glycyrrhiza inflata Batalin[5] (Syn.: Glycyrrhiza eurycarpa P.C.Li,[5] Glycyrrhiza hediniana Harms, Glycyrrhiza paucifoliolata Hance): Sie ist in Kasachstan, Kirgisistan, Tadschikistan, Turkmenistan, Usbekistan, in der Mongolei, in der Inneren Mongolei und in den chinesischen Provinzen Gansu sowie Xinjiang verbreitet.[1]
- Glycyrrhiza korshinskyi Grig.[5]
- Glycyrrhiza lepidota Pursh: Die zwei Varietäten kommen in Kanada und den Vereinigten Staaten vor:[5]
  - Glycyrrhiza lepidota var. glutinosa (Nutt.) S.Watson
  - Glycyrrhiza lepidota Pursh var. lepidota
- Glycyrrhiza pallidiflora Maxim.: Sie ist bis Russlands Fernem Osten, in der Mongolei, in der Inneren Mongolei und in den chinesischen Provinzen Hebei, Heilongjiang, Henan, nördliches bis nordöstliches Jiangsu, Liaoning, Shaanxi, Shandong sowie Yunnan verbreitet.[1][5]
- Glycyrrhiza squamulosa Franch.:[5] Sie ist in der Mongolei, in der Inneren Mongolei und in den chinesischen Provinzen Hebei, Henan, Ningxia, Shaanxi, Shanxi sowie Xinjiang verbreitet.[1]
- Glycyrrhiza triphylla Fisch. & C.A.Mey. (Syn.: Meristotropis triphylla (Fisch. & C.A.Mey.) Fisch. & C.A.Mey.)[2]
- Chinesisches Süßholz Glycyrrhiza uralensis Fisch. ex DC.[5] (Syn.: Glycyrrhiza asperrima var. desertorum Regel, Glycyrrhiza asperrima var. uralensis (Fisch. ex DC.) Regel, Glycyrrhiza shiheziensis X.Y.Li): Sie ist in Pakistan[2] Afghanistan, Kasachstan, Kirgisistan, Tadschikistan, in der Mongolei, in der Inneren Mongolei und in den chinesischen Provinzen Gansu, Hebei, Heilongjiang, Liaoning, Ningxia, Qinghai, Shaanxi, Shandong, Shanxi sowie Xinjiang verbreitet.[1]
- Glycyrrhiza yunnanensis P.C.Li[5]: Sie gedeiht nur in Höhenlagen von etwa 2700 Metern in Yunnan.[1]

## Nutzung
Der interdisziplinäre Studienkreis Entwicklungsgeschichte der Arzneipflanzen am Institut für Geschichte der Medizin der Universität Würzburg wählte gemeinsam mit dem World Wide Fund for Nature (WWF) das Echte Süßholz (Glycyrrhiza glabra) aufgrund ihrer Wirkung gegen Husten, Heiserkeit und Magenprobleme zur Arzneipflanze des Jahres 2012.
Aus den unterirdischen Pflanzenteilen von Glycyrrhiza glabra wird Lakritz gewonnen. Es kann außerdem zur Nikotinentwöhnung benutzt werden. Aus den unterirdischen Pflanzenteilen von Glycyrrhiza inflata kann das Flavonoid Licochalcon A gewonnen werden. Verantwortlich für den süßen Geschmack ist das Glycosid Glycyrrhizin.
In Deutschland wurde Süßholz früher in unterschiedlichen Regionen vor allem im Süden angebaut, jedoch ging der Anbau stark zurück und wird heute nur noch von einzelnen Privatleuten und in Bamberg von der Bamberger Süßholzgesellschaft betrieben.
Die deutsche Tabakverordnung erlaubt den Zusatz von Süßholz zu Tabakprodukten.

## Bilder
Süßholz (Glycyrrhiza glabra):

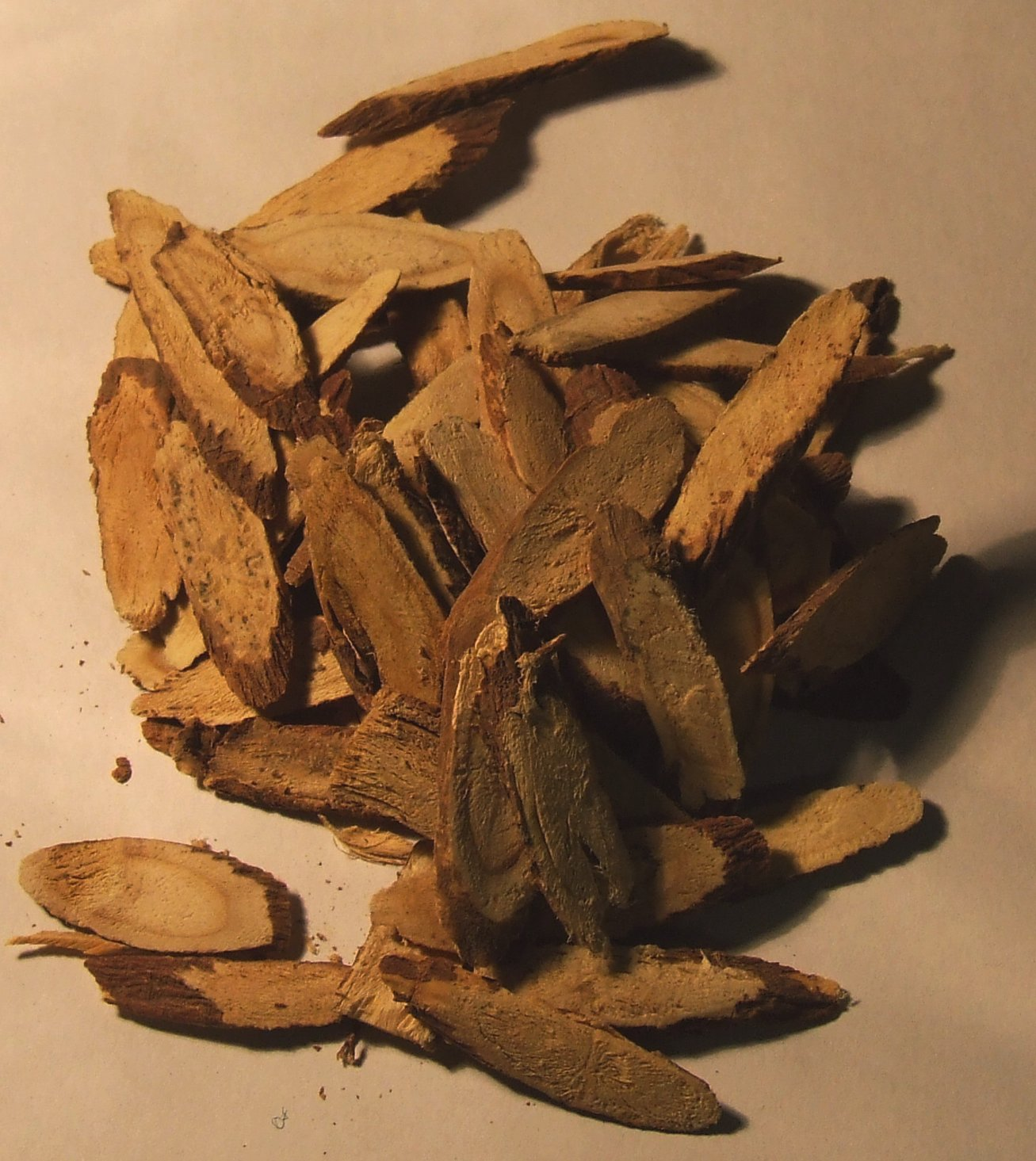
Süßholz
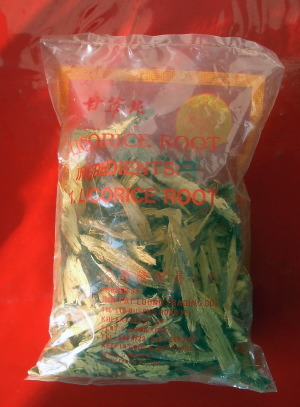
Süßholzpackung
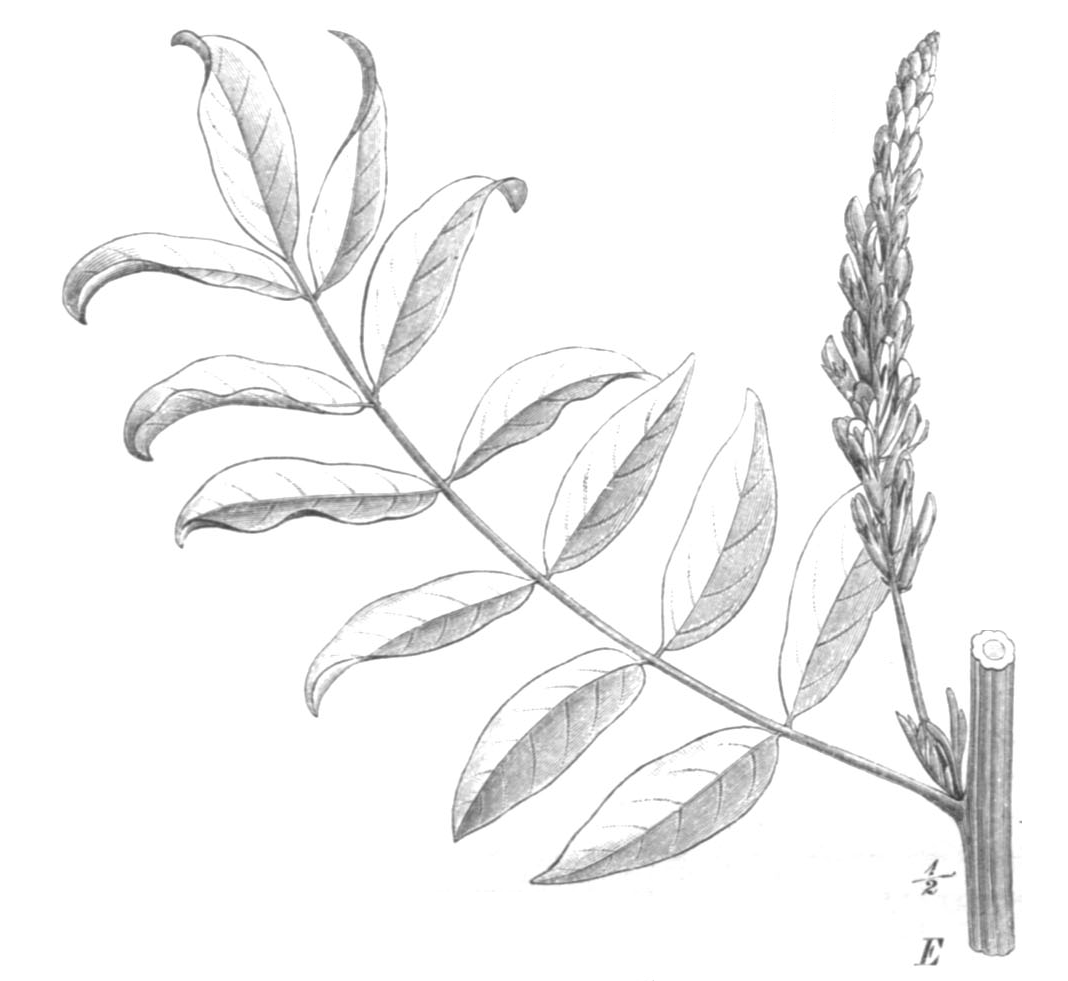
Illustration